# Solbosch
Le plateau du Solbosch (en néerlandais : Solbosplateau), ou simplement le Solbosch (en néerlandais : Solbos), est situé à cheval sur le territoire de la commune de Bruxelles-ville (Région de Bruxelles-Capitale), et de la commune d'Ixelles, la majeure partie du plateau se trouvant à Bruxelles-ville.

## Les origines

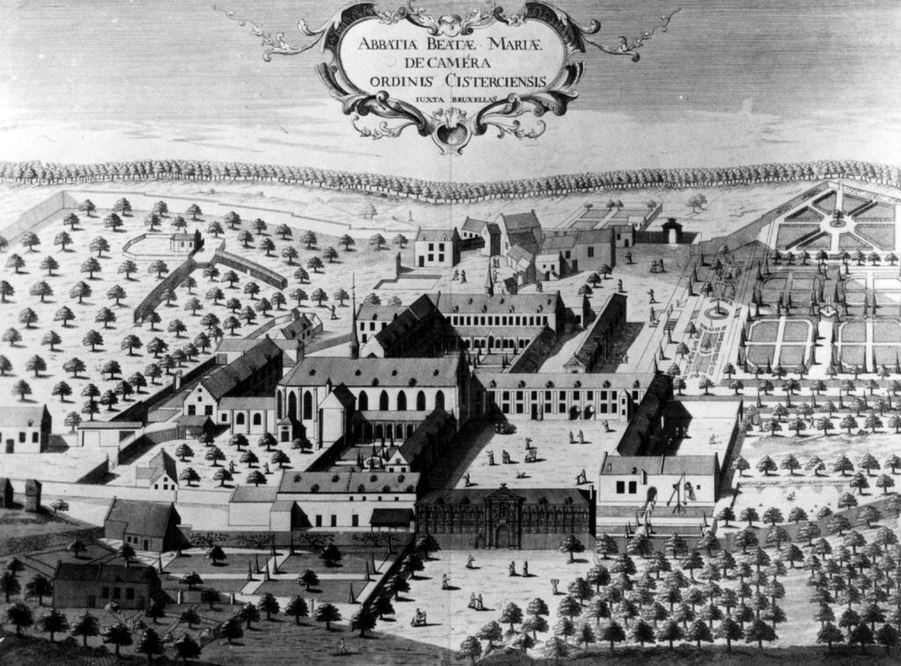
L' abbaye de la Cambre au XVIIIe siècle, gravure non signée attribuée à Jacques Harrewijn illustrant la Chorographia sacra Brabantiae d'Antoine Sandérus.

L'etymologie la plus probable semble « 's Wolfs Bosch » (le bois du loup), attesté en 1364 et 1796, nonobstant Van Loey.
La forêt originelle, constitua une réserve de chasse sous l'ancien régime. Celle-ci fut progressivement exploitée par l'abbaye de la Cambre, et les fermes du hameau de Boondael.
De la fin du XIXe au début du XXe siècle, le plateau est couvert de près. Les constructions les plus proches sont le hameau de Boondael et quelques bâtisses à côté du cimetière d'Ixelles , les deux reliés par la chaussée de Boondael.

## L'exposition universelle de Bruxelles

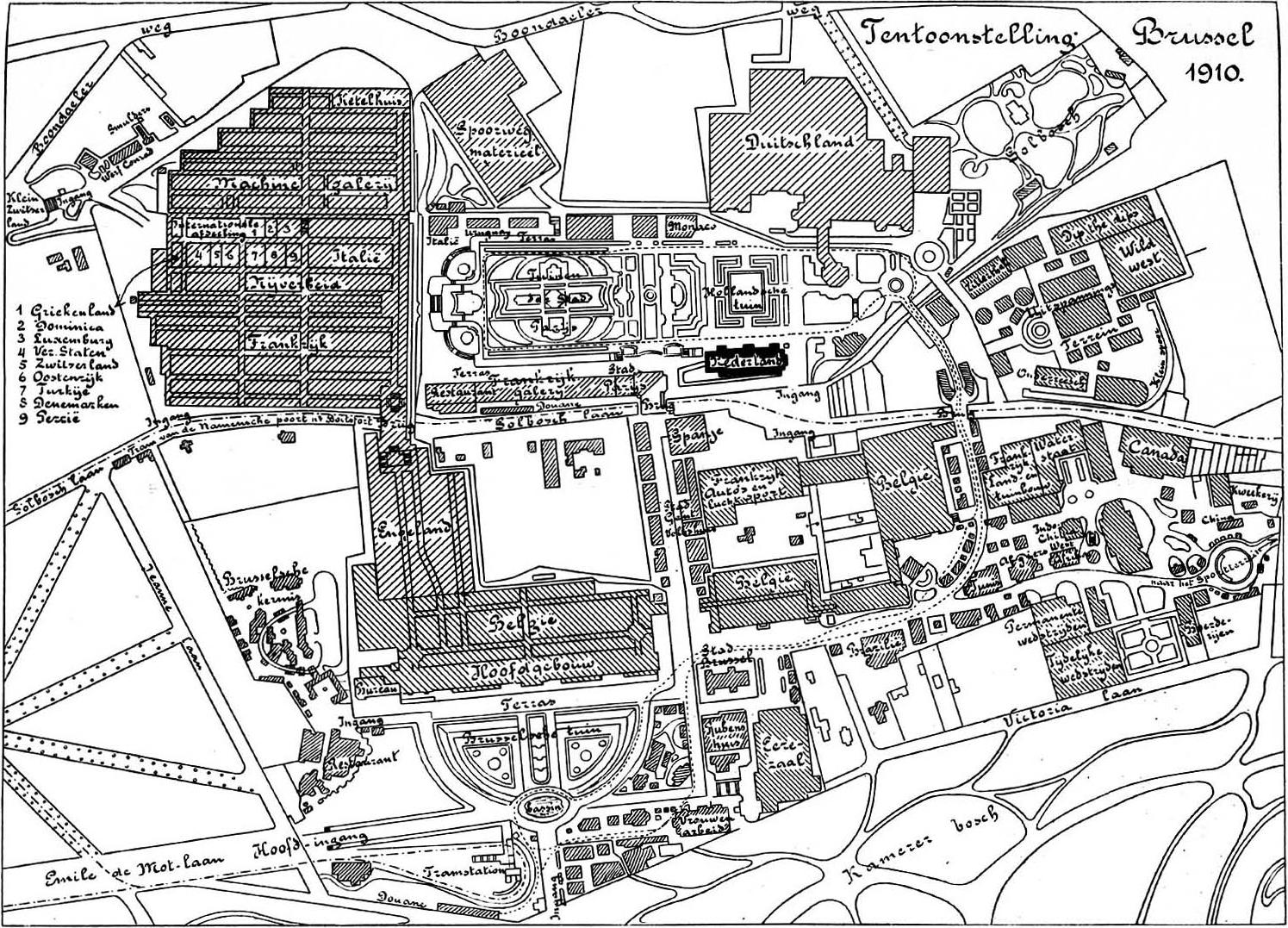
Plan de l'Exposition universelle de 1910

L'exposition universelle de Bruxelles de 1910 y fut aménagée, s'étendant du bois de la Cambre au cimetière d'Ixelles et coupée par l'actuelle avenue Buyl, qu'une passerelle reliant les deux parties de l’exposition permettait de franchir. L'exposition accueillera un peu plus de 13 millions de visiteurs en six mois, entre le 23 avril et le 1er novembre 1910. 
Une partie des bâtiments furent détruits dans l'incendie de la nuit du 14 au 15 août 1910.

## L'université libre de Bruxelles
Dans les années 1920, l'université libre de Bruxelles commença à y implanter son campus principal qui prit naturellement le nom de « campus du Solbosch », sur une surface de 12 hectares. Le campus est desservi par les tramways de la STIB, avec les arrêts "Solbosch" et "ULB".